# Ezinihitte Mbaise
Ezinihitte Mbaise é uma área de governo local em Imo (estado), Nigéria. A área consiste na cidade de Ezi na Ihite e seus arredores e faz parte do distrito de Mbaise. Estas são as comunidades que compõem Ezi na Ihite:
- Akpodim
- Amaumara
- Choko na Eze
- Ezi Agbaogu
- Ezi Udo
- Ife*
- Ihite*
- Itu*
- Obizi
- Oboama
- Okpuofe
- Onicha*
- Owutu*
- Udo*
- Umunama

Como é congruente com o resto da Igboland, algumas dessas comunidades dentro de Ezi na Ihite realmente existem sob a forma de dualidade, ou seja, uma única comunidade que eventualmente se metamorfoseou em dois. Por isso, este é o arranjo que mostra o aparecimento exato encontrado nas comunidades Ezi na Ihite: (Oboama na Umunama, Ife na Owutu, Akpoku na Umudim, Ihitte, Umuchoko na Umueze, Eziagbogu, Okpuofe, Amaumara, Itu, Eziudo, Onicha, Udo na Obizi).
Como pode-se observar "Akpodim" é a fusão de "Akpoku na Umudim", duas comunidades que vieram de uma linhagem mas eventualmente dualizada. Esta dualização provavelmente resultou porque o antepassado de "Akpoku na Umudim" teve dois filhos "Akpoku" e "Dim", pois ambas as partes ainda constituem uma única aldeia que se organizou em dois lugares: seção Akpoku e seção Umudim. 